# اینجو چوسان
پادشاه اینجو(انگلیسی: Injo of Joseon) (زاده ۱۷ دسامبر ۱۵۹۵ - درگذشته ۱۷ ژوئن ۱۶۴۹، حکومت ۱۶۲۳–۱۶۴۹) با نام شخصی یی چونگ، شانزدهمین پادشاه سلسله چوسان بوده است.
او نوه پادشاه سون‌جو و پسر بزرگ شاهزاده جونگ‌وون (정원군) بود. پادشاه اینجو در طول دو حمله اول و دوم مانچو پادشاه شد، که با تسلیم چوسان به سلسله چینگ در سال ۱۶۳۶ به پایان رسید.

## زندگی‌نامه

### تولد و پس زمینه
پادشاه اینجو در سال ۱۵۹۵ به عنوان پسر بزرگ شاهزاده جئونگ وون متولد شد، که پدرش پادشاه سئونجو بود. در سال ۱۶۰۷، به پسر شاهزاده بزرگ جئونگ وون عنوان شاهزاده ناگ یانگ (綾 陽 都 正، 능 양도 정) و بعد شاهزاده بزرگ ناگ یانگ (綾 陽 君، 능양군) داده شد؛ و به عنوان یک عضو خانواده سلطنتی زندگی می‌کرد، که توسط هیچ حزب سیاسی که در آن زمان کنترل سیاست‌های کره را در دست داشتند، حمایت نمی‌شد
در سال ۱۶۰۸، سئونجو بیمار شد و درگذشت، و پسرش، گوانگ‌هیگون چوسان، به تخت سلطنت رسید. در آن زمان، دولت توسط جناح‌های سیاسی مختلف تقسیم شد؛ و بعد از جنگ هفت ساله، حزب لیبرال شرقی قوی شد و بیشتر فعالیت‌هایش متوجه مبارزه با ژاپن بود. حزب شرقی در روزهای آخر زندگی پادشاه سئونجو به حزب‌های سیاسی شمالی و جنوبی تقسیم شد. حزب شمالی خواستار اصلاحات رادیکال بود در حالی که حزب جنوبی از اصلاحات محدود (معتدل) حمایت کرد. در زمان مرگ سئونجو، جناح شمالی که در آن زمان کنترل حکومت را به دست گرفت، به جناح چپ بزرگ شمالی و کمتر رادیکال اقلیت شمالی تقسیم شد. هنگامی که گوانگ‌هیگون تاج و تخت را به ارث برده بود، حزب بزرگ شمالی که از او به عنوان وارث تاج و تخت حمایت کرد، حزب سیاسی بزرگ در دربار سلطنتی شد. در ضمن، حزب سیاسی محافظه کار غربی همچنان یک حزب کوچک باقی ماند و از رسیدن به قدرت بازماند؛ با این حال بسیاری از اعضای حزب غربی همچنان به دنبال فرصت‌هایی برای بازگشت به سیاست به عنوان حزب حاکم بودند.

### کودتای اینجو
اگرچه پادشاه گوانگ‌هیگون (光 海 君، 광해군) مدیر ارشد و دیپلمات بزرگی بود، اما بسیاری از سیاستمداران، دانشمندان و اشراف‌زادگان از او حمایت نمی‌کردند، زیرا او فرزند نخست نبود و از یک صیغه سلطنتی متولد شده بود. حزب بزرگ شمالی سعی داشتند این عقاید را سرکوب کنند، از جمله کارهایی که این حزب انجام داد، سرکوب اقلیت شمالی و کشتن شاهزاده ایمهائه (臨海 君، 임해군)، بزرگ‌ترین پسر سئونجو و شاهزاده بزرگ یانگ چانگ (永昌 大君، 영창 대군)، پسر ملکه بود. این طرح گوانگ‌هیگون برای نگهداشتن تاج و تختش نبود؛ و در حقیقت، تلاش کرد تا احزاب کوچک را به دربار بیاورد اما این برنامه با مخالفت اکثریت حزب شمالی و افرادی مانند ”یی ایچوم” و”جئونگ این هونگ” مواجه و از آن جلوگیری شد. این اقدامات گوانگ‌هیگون را در بین اشراف ثروتمند منفور ساخت، و در نهایت آنها شروع به توطئه علیه او کردند.
در سال ۱۶۲۳، اعضای حزب محافظه کار غربی، کیم جاجوم، کیم ریو، یی گوی و یی گوال، کودتایی را آغاز کردند که منجر به خلع گوانگ‌هیگون شد که بعداً به تبعید در جزیره ججو فرستاده شد. جونگ این هونگ و یی ایچوم کشته شدند و به‌طور ناگهانی حزب غربی جایگزین حزب بزرگ شمالی به عنوان حزب حاکم شد. غربی‌ها اینجو را به کاخ آوردند و او را به عنوان پادشاه جدید چوسان معرفی کردند. اگرچه اینجو پادشاه بود، او هیچ اختیاری نداشت زیرا تقریباً تمام قدرت در دست جناح غربی که گوانگ‌هیگون را خلع کرده بودند، بود.

### شورش یی گوال
یی گوال فکر می‌کرد که با او ناعادلانه رفتار می‌شود و پاداش بسیار کمی به خاطر نقشش در کودتا دریافت کرده است. در سال ۱۶۲۴، او بر ضد پادشاه اینجو شورش کرد پس از اینکه به عنوان فرمانده نیروی‌های پیونگ یانگ برای مبارزه علیه توسعه طلبی منچو به جبهه شمالی فرستاده شد، در حالی که سایر رهبران اصلی کودتا در دربار از پادشاه پست و پاداش دریافت کرده بودند. یی گوال ۱۲٬۰۰۰ سرباز را به سمت پایتخت هانسئونگ رهبری می‌کرد، از جمله ۱۰۰ ژاپنی (که در طول حمله ژاپن به کره (۱۵۹۲_۱۵۹۸) به چوسان پناهنده شده بودند)، جایی که یی گوال یک ارتش منظم را تحت فرماندهی ژنرال جانگ مان شکست داد و هانسئونگ را در محاصره گرفت این نبرد به نام نبرد جیوتان شناخته می‌شود. اینجو به جزیره گانگوا گریخت و هانسئونگ به دست شورشی‌ها افتاد.
در تاریخ ۱۱ فوریه ۱۶۲۴ یی گوال، شاهزاده هیونگان (興安 君، 흥안군) را به عنوان پادشاه جدید معرفی کرد. با این حال، ژنرال جانگ مان به زودی با یک نیروی دیگر بازگشت و نیروهای یی گوال را شکست داد. نیروهای کره ای به زودی پس از آن پایتخت را به دست گرفتند و یی گوال توسط محافظ شخصی خود به قتل رسید و این منجر به پایان شورش شد. اگر چه اینجو توانست تاج و تخت خود را حفظ کند، شورش نشان دهنده نقاط ضعف قدرت سلطنتی بود، در حالی که اشراف ادعای برتری داشتند، اشراف با مبارزه علیه شورش قدرت بیشتری به دست آوردند. اقتصاد، که در دوران گوانگ‌هیگون اندکی بهبودی را تجربه کرده بود، دوباره ویران شد و کره برای چند قرن از لحاظ اقتصادی ضعیف باقی ماند.

### جنگ با منچو
پادشاه گوانگ‌هیگون، که به عنوان یک دیپلمات عاقل در نظر گرفته می‌شود، سیاست خنثی خود را بین سلسله مینگ که متحد سنتی چوسان بود و منچو که در حال بزرگ شدن بود حفظ کرد. با این حال، پس از سقوط گوانگ‌هیگون، محافظه کاران غربی سیاست سرسختانه ای به سمت منچو اتخاذ کردند، و اتحاد خود را با سلسله مینگ حفظ کردند. منچوها، که تا آن زمان بیشتر به چوسان به عنوان یک کشور دوست نگاه می‌کردند، شروع به توجه به چوسان به عنوان دشمن کرد. هان یون که در شورش یی گوال شرکت کرده بود به منچوری گریخت و از امپراتور چینگ نورهاچی خواست تا به چوسان حمله کند. در نتیجه روابط دوستانه چوسان و منچو به پایان رسید.
در سال ۱۶۲۷، ۳۰٬۰۰۰ سواره‌نظام منچو تحت فرماندهی ژنرال آمین (阿敏) و ژنرال سابق کره ای گانگ هونگ ریپ به چوسان حمله کردند و خواهان بازگشت امپراتور گوانگ‌هیگون به قدرت و اعدام رهبران حزب غربی از جمله کیم جا جوم شدند. ژنرال جانگ مان دوباره با منچوها جنگید، اما نتوانست حمله را دفع کند. بار دیگر اینجو به جزیره گانگوا فرار کرد. در همین حال، منچوها هیچ دلیلی برای حمله به کره نداشتند و تصمیم به عقب‌نشینی برای آماده شدن جنگ علیه مینگ گرفتند و به زودی صلح برقرار گشت. بعدها، چینگ و چوسان اعلام کردند که دو ملت برادر هستند و منچوها از کره خارج شدند. این جنگ به نام نخستین تهاجم منچو به کره شناخته می‌شود.
با این حال، اکثر غربی‌ها به رغم جنگ، سیاست سرسختانه خود را علیه چینگ حفظ کردند. نورهاچی به‌طور کلی نظر مثبتی نسبت به کره داشت و دوباره به کره حمله نکرد. با این حال، زمانی که نورهاچی درگذشت و هونگ تایجی که بعد از او به عنوان حاکم منچو به حکومت رسید، منچوها دوباره به دنبال فرصتی برای یک جنگ دیگر بودند.
یکی از فرماندهان مینگ به نام مائو ونرونگ که در جنگ با منچوری شکست خورده بود با واحدهای تحت فرمانش به چوسان پناهنده شد، اینجو نیز او را با آغوش باز پذیرفت، همین امر موجب شد هونگ تایجی بار دیگر به چوسان حمله کند. در سال ۱۶۳۶ هونگ تایجی رسماً کشور خود را سلسله چینگ نامید و شخصاً به چوسان حمله کرد. منچوها عمداً از جنگ با ژنرال ایم گیونگ ئوپ که یک فرمانده برجسته ارتش چوسان بود اجتناب کردند ژنرال ایم گیونگ ئوپ در همان زمان از قلعه اویجا محافظت می‌کرد. ارتش منچو با ۱۲۸٬۰۰۰ نفر مستقیماً به هانسئونگ حرکت کرد قبل از اینکه اینجو بتواند به جزیره گانگوا فرار کند، درعوض اینجو به قلعه کوهستان نام هان رفت. بعد از اینکه منچوها توانستند تمام خطوط تدارکات را قطع کند غذا و تدارکات به پایان رسید، و سرانجام اینجو تسلیم سلسله چینگ شد. اینجو در مراسمی تشریفاتی نه بار به عنوان خدمتگزار هونگ تایجی به او تعظیم کرد و با معاهده سامجئوندو موافقت کرد، که اینجو باید پسران اول و دومش را به عنوان اسیر به چین می‌فرستاد.
پس از آن چوسان به کشور مستعمره سلسله چینگ تبدیل شد و چینگ در سال ۱۶۴۴ مینگ را تسخیر کرد.

### مرگ ولیعهد
پس از اینکه چینگ پکن را در سال ۱۶۴۴ فتح کرد، دو شاهزاده به کره بازگشتند. اولین فرزند اینجو، شاهزاده سوهیون، محصولات فراوانی را از دنیای غرب از جمله مسیحیت را با خود به کره آورد، و از اینجو درخواست اصلاحات کرد. با این حال، اینجو محافظه کار این ایده را نمی‌پذیرد؛ و او را به خاطر تلاش برای مدرن کردن کره با آوردن کاتولیسم و علوم غربی مورد آزار و اذیت قرار داد.
مدت کوتاهی بعد از بازگشت ولیعهد سوهیون به کره نگذشته بود که بدن بی جان وی در اتاق پادشاه پیدا شد در حالی که سر وی شدیداً و به‌طور مرموزی در حال خون ریزی بود. گفته می‌شود پادشاه اینجو پسرش را با قالب مرکبی که ولیعهد از چین آورده بود کشت اما بعضی از تاریخ دانان احتمال می‌دهند وی با توجه به این حقیقت که خال‌های سیاهی تمام بدنش را بعد از مرگ فرا گرفته بود و بدن وی به سرعت متلاشی شد، مسموم شده باشد. افراد زیادی از جمله همسرش سعی نمودند تا آنچه که بر سر ولیعهد آمده بود را کشف کنند ولی اینجو دستور فوری تدفین را صادر کرد و عظمت مراسم تشییع جنازه ولیعهد را کاهش داد. مقبره شاهزاده سوهیون در استان گیونگی-دو واقع در شهر گویانگ قرار دارد. پادشاه اینجو هرگز از آرامگاه پسرش بازدید نکرد.
پادشاه اینجو به جای بزرگ‌ترین پسر شاهزاده سوهیون، شاهزاده بزرگ بونگ ریم (که بعدها پادشاه هیوجونگ لقب گرفت) را به عنوان ولیعهد منصوب کرد. مدتی بعد اینجو دستور تبعید سه پسر شاهزاده سوهیون را به جزیره ججو (که از این تبعید تنها پسر جوان تر، شاهزاده گیونگان زنده به سرزمین اصلی بازگشت) و اعدام همسر سوهیون (شاهزاده خانم مین هو) را به دلیل خیانت صادر نمود.

## میراث
امروزه، اینجو اغلب به عنوان یک حاکم ضعیف، دودل و بی‌ثبات در نظر گرفته شده است؛ زیرا او باعث قیام یی گوال، دو جنگ با منچو و ویرانی اقتصاد شد. او اغلب با مقایسه با پادشاه قبلی گوانگ‌هیگون که کارهای بسیاری انجام داد و از حکومت خلع شد و هیچ نام معبدی دریافت نکرد مقایسه می‌شود در حالی که اینجو در طول سلطنتش تقریباً هیچ دستاوردی نداشت اما با این وجود به او نام معبدی اعطا کرده‌اند. پادشاه اینجو برای مراقبت نکردن از پادشاهی اش مورد انتقاد است، بسیاری از مردم معتقدند که پادشاه اینجو نمونه ای از سیاستمدارانی است که نباید از آنها پیروی کرد، با این حال، به او برای اصلاح ارتش و گسترش دفاع از کشور برای آماده شدن با جنگ، اعتبار داده شده است، زیرا کشور از سال ۱۵۹۲ تا ۱۶۳۶ چندین جنگ نظامی داشت. اینجو در سال ۱۶۴۹ درگذشت. آرامگاه او در استان گیونگی-دو و در شهر پاجو واقع شده است.

## خانواده
- پدر: جئونگ وون[۴]
- مادر: Queen Inheon of the Neungsung Gu clan (인헌왕후 구씨)[۵]
- همسرها و فرزندان:

1. ملکه این‌ریول از قبیله چونگ‌جو هان (인렬왕후 한씨)
  1. ولیعهد سوهیون (소현세자, ۱۶۱۲–۱۶۴۵)
  2. پادشاه هیوجونگ (봉림대군), (۱۶۱۹–۱۶۵۹); جانشین سلطنتی (حکومت. ۱۶۴۹–۱۶۵۹)
  3. شاهزاده بزرگ این‌پونگ (인평대군, ۱۶۲۲–۱۶۵۸)
  4. شاهزاده بزرگ یون‌سونگ (용성대군, ۱۶۲۴–۱۶۲۹)
2. ملکه جانگ‌نیول از قبیله یانگ‌جو جو (장렬왕후 조씨)

- بدون فرزند

1. جو گوی-این (폐귀인 조씨, ۱۶۱۵–۱۶۵۲)[۶]
  1. شاهزاده هیومیونگ (효명옹주،۱۶۳۷–۱۷۰۰)
  2. شاهزاده سونگ‌سون (숭선군, ۱۶۳۹–۱۶۹۰)
  3. شاهزاده ناک‌سون (낙선군, ۱۶۴۱–۱۶۹۵)
2. جانگ گوی-این (귀인 장씨)

- بدون فرزند